# Вайчулис, Модестас
Модестас Вайчулис (лит. Modestas Vaičiulis; род. 11 апреля 1989, Игналина) — литовский лыжник, участник Олимпийских игр 2010, 2018 и 2022 годов. Специалист спринтерских гонок.

## Карьера
В Кубке мира Вайчулис дебютировал в 2008 году, с тех пор в личных гонках не поднимался выше 49-го места и кубковых очков не завоёвывал. Лучшим достижением Вайчулиса в общем итоговом зачёте Кубка Скандинавии является 99-е место в сезоне 2010-11.
На Олимпиаде-2010 в Ванкувере занял 54-е место в спринте и 18-е место в командном спринте.
За свою карьеру принимал участие в двух чемпионатах мира, лучший результат 21-е место в командном спринте на чемпионате мира 2011 года, а в личных гонках 49-е место в спринте на чемпионате мира 2009 года.
Использует лыжи производства фирмы Fischer.